# Хельвес
Хельвес (ісп. Gelves) — муніципалітет в Іспанії, у складі автономної спільноти Андалусія, у провінції Севілья. Населення — 9244 особи (2010).
Муніципалітет розташований на відстані близько 400 км на південний захід від Мадрида, 6 км на південь від Севільї.
На території муніципалітету розташовані такі населені пункти: (дані про населення за 2010 рік)
- Хельвес: 7433 особи
- Парселас-де-Порсівер: 1811 осіб

## Демографія
Динаміка населення (INE ):